# Людвіґ Тюйє
Людвіґ Вільгельм Андреас Марія Тюйє (нім. Ludwig Wilhelm Andreas Maria Thuille, 30 листопада 1861, Больцано, Південний Тіроль — 5 лютого 1907, Мюнхен) — німецький композитор і музичний педагог австрійського походження.

## Біографія
Після смерті батька був відісланий сім'єю в Кремсмюнстерське абатство в якості хориста. Повернувшись потім в Інсбрук, навчався музиці у Йозефа Пембаура-старшого; в 1877 році познайомився з Ріхардом Штраусом, з яким дружив усе життя і який присвятив йому симфонічну поему «Дон Жуан». Потім продовжив навчання в Мюнхенській консерваторії (1879—1882) у Йозефа Райнбергера (композиція) і Карла Бермана-молодшого (клавір). З 1883 року сам викладав в тій же консерваторії фортепіано і гармонію, а в 1903 році змінив Райнбергера як професор композиції; серед його численних учнів — Герман Абендрот, Вальтер Браунфельс, Ернст Блох, Бото Зігварт, Вальтер Курвуазьє, Еріх Роде та інші.
Як композитор Тюйє був захоплений, перш за все, оперою: його перша опера «Тойерданк» (нім. Theuerdank), 1897 за однойменною поемою, написаною імператором Максиміліаном I) здобула перший приз на конкурсі під патронатом регента Баварії Луітпольда, друга, «Лобетанц» (нім. Lobetanz; 1898 лібрето Отто Юліуса Бірбаума) з великим успіхом була поставлена в Карлсруе. Тюйє навіть називали «німецьким Пуччіні». Разом зі Штраусом і Максом фон Шиллінгсом Тюйє вважався центральною фігурою Мюнхенській композиторської школи. Однак дотепер популярні тільки камерні та, меншою мірою, симфонічні твори Тюйє — перш за все, Секстет для фортепіано і духових (1886—1888).
Помер у Мюнхені від раптової серцевої недостатності у віці 45 років? похований на кладовищі Вальдфрідгоф.
Посмертно опубліковано завершений Рудольфом Луїсом підручник гармонії Тюйє, що зробив значний вплив на педагогів-сучасників.

## Твори

### Опери
- Theuerdank
- Lobetanz, Op.10